# Беневенто
Беневенто (італ. Benevento, сиц. Beneventu) — місто та муніципалітет в Італії, у регіоні Кампанія, столиця провінції Беневенто.
Беневенто розташоване на відстані близько 210 км на південний схід від Риму, 60 км на північний схід від Неаполю.
Населення — 60 504 особи (2014).

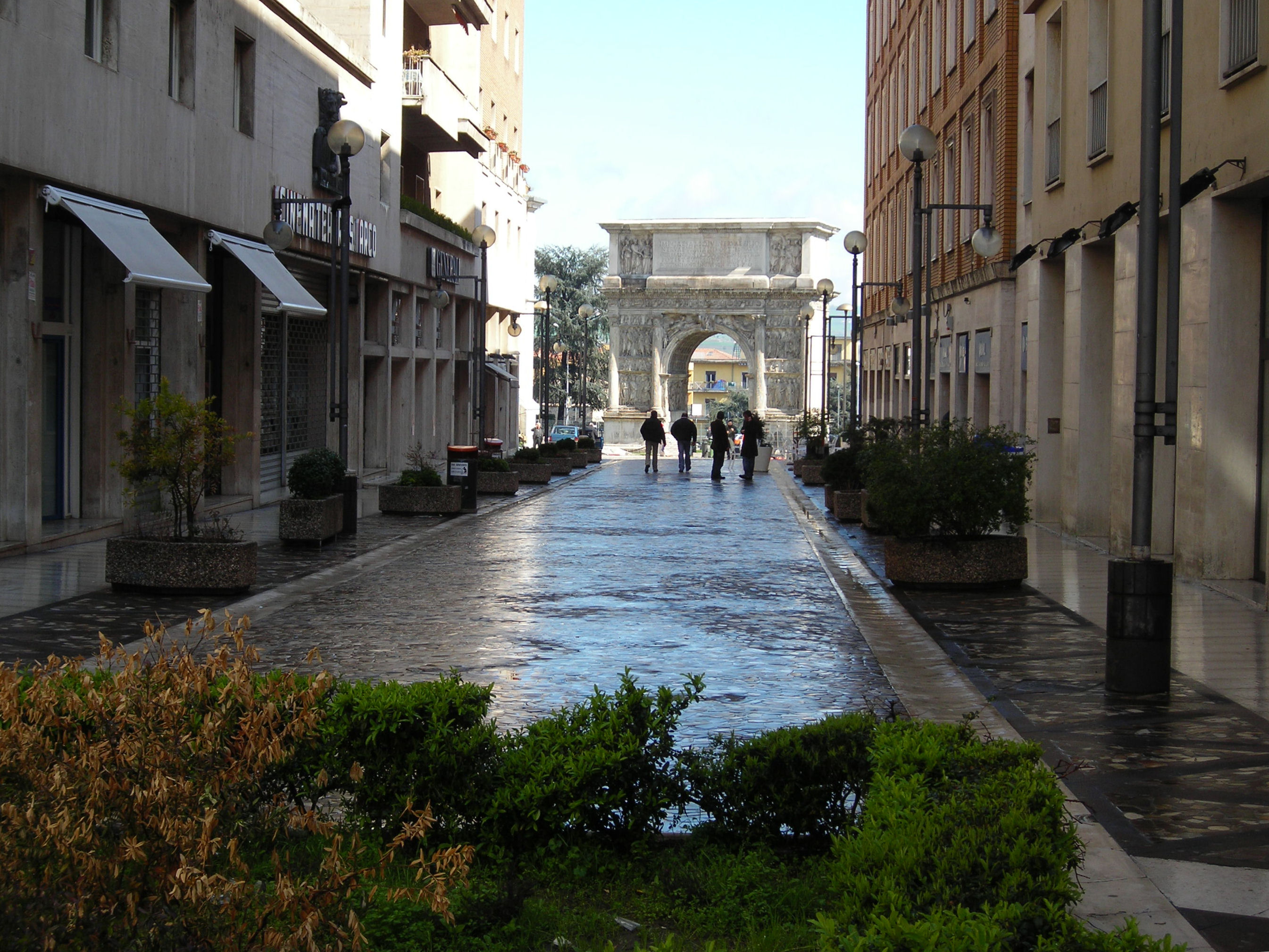

Щорічний фестиваль відбувається 24 серпня. Покровитель — святий Варфоломій apostolo.

## Демографія
Населення за роками:

Станом на 1 січня 2023 року в муніципалітеті офіційно проживав 1931 іноземець з 85 країн, серед них 396 громадян країн Євросоюзу та 437 громадян України.
Також мешкають всиновлені діти з України

## Уродженці
- Віктор III (1026—1087) — сто п'ятдесят сьомий папа Римський (24 травня 1086— 16 вересня 1087)
- П'єр Франческо Дзадзо (* 1959) — італійський дипломат
- Нунція Де Джіроламо (* 1975) — італійський адвокат та політична діячка
- Кармело Імбріані (1976 — †2013) — відомий у минулому італійський футболіст, півзахисник, згодом — тренер.

## Сусідні муніципалітети
- Аполлоза
- Кастельпото
- Фольянізе
- Франьето-Монфорте
- Падулі
- Песко-Санніта
- П'єтрельчина
- Понте
- Сан-Леучіо-дель-Санніо
- Сан-Нікола-Манфреді
- Сант'Анджело-а-Куполо
- Торрекузо